# Тимощук Юрій Антонович
Ю́рій Анто́нович Тимощу́к (5 вересня 1941, Соловичі — 7 грудня 2013, Севастополь) — український військовик, журналіст. Капітан 1-го рангу. Голова Севастопольської міської організації Спілки офіцерів України, заступник голови Конгресу українців Севастополя. Перший головний редактор газети Флот України (1992—1994). 
Після відставки очолював рекламно-видавничу фірму "ТУРІЯ" у Севастополі. Вів активну громадсько-політичну діяльність.
У 2010 році був довіреною особою кандидата у Президенти України Олега Тягнибока.